# Spinibarbus ovalius
Spinibarbus ovalius är en fiskart som beskrevs av Nguyen och Ngo 2001. Spinibarbus ovalius ingår i släktet Spinibarbus och familjen karpfiskar. IUCN kategoriserar arten globalt som otillräckligt studerad. Inga underarter finns listade i Catalogue of Life.